# متیو فیتسیممونز
متیو فیتسیممونز (انگلیسی: Matthew Fitzsimmons؛ زادهٔ ۱۰ دسامبر ۱۹۱۳) بازیکن فوتبال اهل بریتانیا است.
از باشگاه‌هایی که در آن بازی کرده‌است می‌توان به باشگاه فوتبال لیورپول اشاره کرد.